# カルランティーノ
カルランティーノ（イタリア語: Carlantino）は、イタリア共和国プッリャ州フォッジャ県にある、人口約1,000人の基礎自治体（コムーネ）。

## 地理

### 位置・広がり

#### 隣接コムーネ
隣接するコムーネは以下の通り。括弧内のCBはカンポバッソ県（モリーゼ州）所属を示す。
- カザルヌオーヴォ・モンテロターロ
- チェレンツァ・ヴァルフォルトーレ
- コッレトルト (CB)
- マッキーア・ヴァルフォルトーレ (CB)
- サンテリーア・ア・ピアニージ (CB)